# منطقه ۱۹ شهرداری تهران
منطقه ۱۹ شهرداری تهران یکی از مناطق شهری  جنوب غربی تهران است. منطقه نوزده از سمت غرب به تقاطع بزرگراه آزادگان و ساوه، از سمت شمال و شمال غرب با محورهای جوانه، بزرگراه آیت‌الله سعیدی و جاده ساوه، از سمت جنوب به بزرگراه آزادگان و حریم جنوب شهر تهران و از سمت شرق نیز به بزرگراه نواب خیابان بهمنیار و بزرگراه تندگویان محدود می‌شود. منطقه نوزده با مناطق شانزده، هفده، هیجده و بیست همجوار است. منطقه ب‍ا وس‍عت‍ی برابر ۹۲ کی‍لومت‍ر مرب‍ع منطقه دارای ۵ ناحیه است؛ سه ناحیه یک، دو و سه در حوزه بافت شهری است و در شمال بزرگراه آزادگان قرار دارند. نواحی ۴ و ۵ خارج از محدوده قانونی شهر تهران قرار دارند و جزء حریم منطقه نوزده به حساب می‌آیند. ناحیه ۴ دارای ۱۳ روستا و ناحیه ۵ نیز دارای ۱۳ روستا است. این دو ناحیه در جنوب بزرگراه آزادگان قرار دارند. سه ناحیه داخل محدوده شهری منطقه نیز دارای ۱۳ محله است.منطقه نوزده شهرداری تهران مراکز متعددی وجود دارد. وجود آرامگاه سید روح‌الله خمینی، بهشت زهرا، فرودگاه بین‌المللی امام خمینی، مجموعه نمایشگاهی شهر آفتاب، بوستان ولایت، مبل فروشان نعمت‌آباد و پارچه فروشان عبدل‌آباد، میدان مرکزی میوه و تره‌بار تهران آن را از دیگر مناطق تهران متمایز کرده‌است. شاه‌راه‌های بزرگراهی بزرگراه آزادگان، بزرگراه  آیت‌الله سعیدی، بزرگراه شهید تندگویان و بزرگراه کاظمی منطقه را به لحاظ عبور و مرور در موقعیتی پراهمیتی قرار داده‌است.

## تاریخچه
اطلاعات دقیقی تاریخی از وضعیت سکونتگاهی شهری منطقه نوزده شهرداری تهران در دسترس نیست. بر اساس برخی از گزارش‌ها منطقه نوزده تهران از سال‌های بعد انقلاب به عنوان منطقه شهری و بخشی شهرداری تهران به‌شمار آمده‌است، سال‌های قبل از انقلاب عمده اراضی این منطقه زمین‌های با کاربری کشاورزی و دامداری بوده‌است. متأثر از افزایش جمعیت، مهاجرت تدریجاً زمین‌های محدوده یاد شده نیز به کاربری مسکونی تغییر یافته‌است.
محدود کنونی منطقه نوزده شهرداری تهران، در تهران قدیم تا دهه سی خورشیدی شبکه‌ای از راه‌های روستایی میان تهران و شهرری بوده‌است. به‌طور مشخص نخستین ساخت و سازها در این منطقه به دوره رضاشاه با احداث پادگان و فرودگاه قلعه‌مرغی در محله قلعه‌مرغی بازمی‌گردد. فرودگاه تاریخی قلعه‌مرغی به عنوان نخستین فرودگاه تهران در دهه هشتاد خورشیدی به بوستان ولایت تغییر کاربری داد. با این اقدام تدریجاً زمینه‌های تغییر کاربری اراضی کشاورزی به شهری و مسکونی فراهم شد و مستند به برخی از گزارش‌ها در فاصله سال‌های دهه پنجاه و شصت خورشیدی روند توسعه کالبدی این منطقه شتاب بیشتری گرفت.
در این منطقه از روزگار تهران قدیم تا کنون مناطق و سکونت‌هایی قدیمی وجود داشته‌است که هنوز هم با همان نام‌های قدیمی شناخته می‌شوند از جمله می‌توان به خانی‌آباد، نعمت‌آباد و عبدل‌آباد اشاره کرد. براساس گزارش‌های تاریخی خانی‌آباد، در کنار محله‌هایی نظیر سنگلج و بازار بزرگ، در دورهٔ سلطنت ناصر الدین شاه قاجار به بافت شهری تهران اضافه شد. دروازه خانی‌آباد در دوره ناصری یکی از دوازده دروازه اصلی شهر تهران بوده‌است. این دروازه همراه با حصار و دروازه‌های دیگر تهران برای گسترش پایتخت در دوره رضاشاه پهلوی تخریب شدند. این دروازه در تقاطع خیابان‌های خانی‌آباد و شوش بوده‌است. این محدود با گذر زمان و بر اساس تقسیمات شهری تهران در روزگار کنوی به دو محله شمالی و جنوبی تقسیم شده‌است.
همچنین نعمت‌آباد در تهران قدیم روستایی واقع در مسیر تهران و قم با برج و بارو بوده‌است. برخی منابع قدمت قلعه قدیمی واقع در روستای نعمت‌آباد را چهارصد سال برآورد کردند؛ در تهران جدید اما دیگر از آن قلعه و بقایای آن نشانی نیست. پس از انقلاب با تأسیس پاسگاهی در این محله، عملاً این منطقه در میان مردم به محدوده پاسگاه نعمت‌آباد شهرت یافته‌است. 

## اطلاعات عمومی
در این بخش اطلاعات نظیر وسعت و جمعیت و محدوده و … ارائه می‌شود.
محدوده
منطقه نوزده واقع شده در منتهی‌الیه جنوبی شهر تهران است. این منطقه از سمت غرب به تقاطع بزرگراه آزادگان و ساوه، از سمت شمال و شمال غرب با محورهای جوانه، بزرگراه آیت‌الله سعیدی و جاده ساوه، از سمت جنوب به بزرگراه آزادگان و حریم جنوب شهر تهران و از سمت شرق نیز به بزرگراه نواب خیابان بهمنیار و بزرگراه تندگویان محدود می‌شود. منطقه نوزده با مناطق شانزده، هفده، هیجده و بیست همجوار است.
وسعت و جمعیت
منطقه ۱۹ دارای ۵ ناحیه و ۱۳ محله است و مجموعاً وسعتی بالغ بر ۹۲ کیلومتر مربع دارد. نواحی ۱ تا ۳ منطقه در داخل محدوده شهر تهران بوده و ۲۰ کیلومتر مربع وسعت دارد. این محدوده ۲۹۵ هزار نفر سکنه دارد که طبق آخرین آمارها در ۶۴ هزار خانوار زندگی می‌کنند. نواحی ۴ و ۵ محدوده دارای ۱۳ روستا و وسعتی قریب ۷۲ کیلومترمربع دارد. روستاهای این نواحی به لحاظ تقسیمات وزارت کشور در بخش آفتاب قرار دارند. مساحت کل منطقه: ۹٬۲۱۴ هکتار است که از این میزان ۲٬۰۳۲ هکتار دربرگیرنده مساحت داخلی منطقه است. همچنین مساحت حریم منطقه هم ۷٬۱۸۲ هکتار است.
بر اساس گزارش سایت شهرداری منطقه در سال ۱۴۰۰، جمعیت کل منطقه ۲۹۵٬۶۲۷ نفر است که جمعیت حریم منطقه ۲۵۵٬۵۳۳ نفر عنوان شده‌است. این منطقه دارای
خانوار: ۶۴٬۲۹۹ نفر است. همچنین بر اساس گزارشی دیگر
جمعیت این منطقه براساس سرشماری سال ۱۳۹۰ ایران، ۲۴۴٬۳۵۰ نفر (۷۰٬۳۴۹ خانوار) شامل ۱۲۴٬۴۸۱ مرد و ۱۱۹٬۸۶۹ زن می‌باشد.

## مراکز مهم
منطقه نوزده شهرداری تهران مراکز متعددی وجود دارد. وجود آرامگاه سید روح‌الله خمینی، بهشت زهرا، فرودگاه بین‌المللی امام خمینی، مجموعه نمایشگاهی شهر آفتاب، بوستان ولایت، مبل فروشان نعمت‌آباد و پارچه فروشان عبدل‌آباد، میدان مرکزی میوه و تره‌بار تهران آن را از دیگر مناطق تهران متمایز کرده‌است.
- دانشکده شریعتی
- دانشگاه شاهد
- دانشگاه یادگار امام
- دانشکده پردیس بین‌المللی دندانپزشکی
- مرکز خرید و فروش همگانی خودرو
- مرکز خرید ضایعات آهن
- کوره‌های آجرپزی
- بوستان باران
- بوستان شادی
- بوستان اسماعیل‌آباد
- بوستان نرگس
- بوستان آموزش
- بوستان امید
- بوستان بهار
- بوستان جوانه
- بوستان گلستان
- بوستان دانش‌آموز
- بوستان بستان
- بوستان شقایق
- بوستان بهشت
- بوستان جنگلی افرا
- بوستان نسترن
- بوستان شادی
- بوستان مرجان
- بوستان چنارستان
- پردیس سینمایی کیان

## محله‌ها
این منطقه دارای ۵ ناحیه است؛ سه ناحیه یک، دو و سه در حوزه بافت شهری است و در شمال بزرگراه آزادگان قرار دارند. نواحی ۴ و ۵ خارج از محدوده قانونی شهر تهران قرار دارند و جزء حریم منطقه نوزده به حساب می‌آیند. ناحیه ۴ دارای ۱۳ روستا و ناحیه ۵ نیز دارای ۱۳ روستا است. این دو ناحیه در جنوب بزرگراه آزادگان قرار دارند. سه ناحیه داخل محدوده شهری منطقه نیز دارای ۱۳ محله است.
- خانی‌آباد شمالی
- خانی‌آباد جنوبی
- خانی‌آباد نو (اسفندیاری و بستان)
- شریعتی شمالی
- شریعتی جنوبی
- محله بوستان ولایت
- بهمنیار
- شکوفه
- عبدل‌آباد
- نعمت‌آباد
- کاظمی
- دولتخواه شمالی
- دولتخواه جنوبی
- اسماعیل‌آباد

## حمل و نقل عمومی
دسترسی منطقه نوزده به ناوگان حمل و نقل عمومی و جاده‌ای نسبتا خوب است. از این منطقه خط ۳ مترو با پنج ایستگاه می‌گذرد. خط ۱۰ بی‌آرتی نیز با سه ایستگاه از منطقه ۱۹ عبور می‌کند. همچنین دارای ۱۵۱ 
ایستگاه اتوبوس در خطوط عادی است.   همچنین  شاه‌راه‌های بزرگراهی بزرگراه آزادگان، بزرگراه  آیت‌الله سعیدی، بزرگراه شهید تندگویان و بزرگراه کاظمی منطقه را به لحاظ عبور و مرور در موقعیتی پراهمیت قرار داده است.
- ایستگاه متروی زمزم
- ایستگاه متروی شهرک شریعتی
- ایستگاه متروی عبدل‌آباد
- ایستگاه متروی نعمت‌آباد
- ایستگاه متروی آزادگان